# Gerhard Maywald
Gerhard Kurt Maywald (* 16. April 1913 in Carlsruhe, Oberschlesien; † 26. Dezember 1998 in Neunkirchen) war ein deutscher SS-Obersturmführer und Kriegsverbrecher. Maywald war zuständig für den Bau des Arbeitslagers Salaspils nahe Riga und Kommandant des Lagers Trostinez.

## Leben
Maywald, Sohn eines Lokomotivführers, erlernte nach dem Abitur an der Pädagogischen Schule Kiel den Beruf des Volksschullehrers. Maywald war als Volksschullehrer in Ostfriesland und Preetz bis Mitte 1938 tätig. Danach wechselte er seinen Beruf.

### Nationalsozialismus
Maywald trat 1925 zunächst dem Deutschen Jugendbund Bismarck bei. Am 3. Juni 1937 beantragte er die Aufnahme in die NSDAP und wurde rückwirkend zum 1. Mai desselben Jahres aufgenommen (Mitgliedsnummer 4.665.155). Bereits 1933 war er der SA sowie 1935 dem NSKK beigetreten. Später wechselte er von der SA zur SS.
Ab Mitte 1938 schlug Maywald die polizeiliche Laufbahn ein. Zunächst war Maywald als Hilfskommissar in Kiel tätig, bevor er 1940 nach Zwickau abkommandiert und im selben Jahr dort Kriminalkommissar wurde. Während des Zweiten Weltkrieges gehörte Maywald der Einsatzgruppe A an, die Judenerschießungen durchführte. Maywald traf mit Männern der Einsatzgruppe A Anfang Juli 1941 in Riga ein. Dort half er u. a. bei Aufbau der Kriminalpolizei. Ab Oktober 1941 richtete Maywald im Auftrag von Rudolf Lange zwanzig Kilometer südöstlich von Riga das Arbeitslager Salaspils ein, das für deportierte Juden aus dem Deutschen Reich vorgesehen war. Das Lager Salaspils wurde im Frühjahr 1942 durch jüdische Zwangsarbeiter und russische Kriegsgefangene fertiggestellt. Maywald gilt als Mitinitiator der Aktion Dünamünde, bei der nicht mehr arbeitsfähige und alte Menschen selektiert und ermordet wurden.
Anfang Mai 1942 wurde Maywald nach Minsk versetzt, wo er bis Oktober 1942 Kommandant des Lagers Trostinez war.
Nach einer Fleckfiebererkrankung kehrte Maywald im Oktober 1942 ins Deutsche Reich nach Zwickau zurück. Von dort wurde er bald darauf nach Oppeln zur Kriminalpolizei versetzt, wo er bis kurz vor Kriegsende Wirtschafts- und Vermögensdelikte bearbeitete.

### Nachkriegszeit und Verurteilung
Bei Kriegsende tauchte er mit dem Pseudonym Gerd Hansen unter, geriet aber in amerikanische Kriegsgefangenschaft, aus der er bereits Anfang Mai 1945 entlassen wurde. Danach zog er nach Hamburg, wo er 1950 Selbstanzeige aufgrund falscher Namensführung erstattete. Maywald, der als Kaufmann im Bereich Kosmetik tätig wurde, war zweimal verheiratet und hatte aus erster Ehe einen Sohn. Ab 1965 nahm er seinen Wohnsitz in Neunkirchen, wo er ein Kosmetikgeschäft betrieb.
Ein Verfahren gegen Maywald im Zusammenhang mit seiner Tätigkeit als Lagerkommandant in Maly Trostinez wurde 1970 durch die Staatsanwaltschaft Koblenz eingestellt. Maywald wurde erst 1976/77 angeklagt und verurteilt. Bis dahin lebte er unbehelligt. Obwohl einige Zeugen ihn schwer belastet hatten, konnte ihm nach Ansicht des Schwurgerichts Hamburg keine direkte Beteiligung an den Morden nachgewiesen werden, die ihm die Staatsanwaltschaft zur Last legte. Es verurteilte ihn zu vier Jahren Haft (auf die die Untersuchungshaft von 16 Monaten angerechnet wurde) für Beihilfe zum Mord in mindestens 320 Fällen wegen einer Selektion im Rahmen der Aktion Dünamünde am 5. Februar 1942. Die Teilnahme an weiteren Selektionen während der Aktion Dünamünde galt dem Gericht als nicht zweifelsfrei nachgewiesen. Auf Befehlsnotstand konnte Maywald sich nicht berufen, da er durchaus die Möglichkeit gehabt hätte, sich versetzen zu lassen, wie die Richter im Urteil feststellten.
Ausschlaggebend für das Urteil war vor allem, dass einige Zeugen nicht auffindbar oder verstorben waren und sich die übrigen Zeugen über 30 Jahre nach den Ereignissen nicht mehr genügend erinnern konnten, ihn offensichtlich mit seinem Vorgesetzten Rudolf Lange verwechselten und teilweise widersprüchliche Aussagen machten.